# 乾親

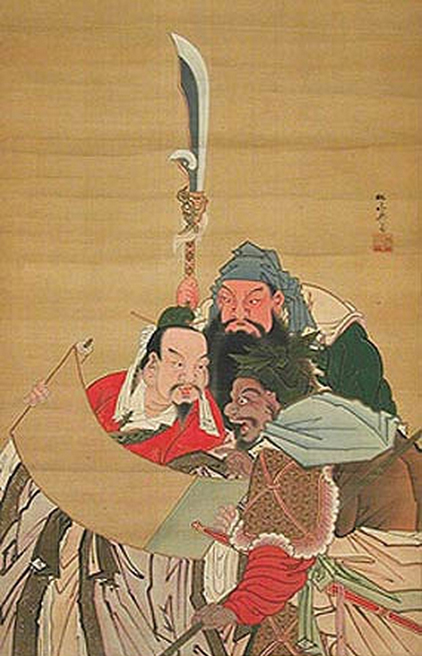
《三國演義》中，劉備、關羽、張飛結為義兄弟，稱為「桃園三結義」

乾親，又稱為契親、假親（日本），或俗稱乾字輩、金兰契，是一種人際關係，結乾親、拜乾親又稱上契，「誼」是指情誼，「契」是指契約，是指兩個或以上沒有血緣關係的人結為一種擬親屬的關係，彼此之間以親情維繫，可以是長輩和幼輩，也可以是同輩。通常友上加親，亦友亦親，關係比一般的遠親和一般的朋友更密切，同輩的結乾親又稱結拜、結義、換帖。
日本也有認乾親的習俗，而且要通過一定的儀式，但日本的「義父母」或「義兄弟姊妹」不但指結乾親的親屬，還包括所有非血親的關係，如繼父母、岳父母、妻舅等繼親和姻親。其他國家和地區也有結乾親的習俗，但儀式和性質也各有不同。
在中國古代，結乾親屬於較為嚴肅的關係。現在儀式往往已經簡化，有些只是口頭承諾，彼此承認，可是沒有進行任何宗教或祭祀儀式，也沒有書面的契約成立。

## 長輩與幼輩結乾親
長輩和幼輩通常會結為誼父母和誼子女關係。誼父母對誼子女通常要負起管教、照顧的責任，他們的責任一般沒有親生父母那麼重。誼父母也稱為義父母、寄父母、乾爹娘。這種結乾親關係又稱拜过房爷、拜过房娘。
在古代，誼父母有時要負起撫養的責任，尤其是誼子女的親生父母已去世或無力養育子女的時候。誼父母和養父母的差異在於前者與誼子女的關係雖然親密，但仍然不是正式的一家人；後者則是正式的親屬關係，視為血親，稱謂也和親生父母子女無異。有時同輩之間結乾親，也會互相認對方的父母為誼父母。
如果雙方的年齡相差很遠，已經是祖孫般的年齡差距，則會認作誼祖父母和誼孫，有時也包括自己與父母的誼父母、誼父母的父母或誼父母，以及與子女的誼子女、誼子女的子女之關係。
誼子女、誼孫對誼父母、誼祖父母也要盡孝，於誼父母生前要像對父母那樣尊敬和關心他們，誼父母、誼祖父母死後亦要拜祭，就像祭祖那樣。

### 結乾親原因

#### 感情的結乾親
一些忘年之交會結為誼父母和誼子女關係，較年長的一方對於年幼的一方是一種亦父（母）亦友的關係，如誼父母是品行良好、擁有學識的人，誼子女亦可以從乾親關係當中得到品德和學識上的裨益。現在有些喜愛小孩子的人亦會把朋友的子女認作誼子女，尤其是沒有親生子女的人，認乾子女可以享受弄兒之樂。有些父母希望子女多些人疼愛，健康快樂地成長，也會為子女找誼父母。
近年大中華地區不少大城市出現少子化現象，一些夫婦不想或不能多生子女，但又希望享受多兒多女的樂趣，就多認乾兒子、乾女兒。有些父母希望獨生子女學習孝悌之道和與人相處的技巧，也會讓子女認乾爹娘，讓乾爹娘幫助自己教育子女，同時也會讓子女認乾爹娘的子女為義兄弟姊妹，讓他們可以有玩伴。
人口老化問題於大中華地區的城市也日益加劇，有些老人家沒有子女陪伴，就認一些乾子女，一些年輕人也樂意認老人家為乾爹娘，對他們付出關懷和照顧他們，既滿足彼此在情感上的需要，又幫助老人的起居生活。
有些人和朋友會互相認對方的子女為義子女，兩家人藉這種關係增進雙方的感情，並把這種情誼延續至下一代。有些是因為一方對另一方有恩情，就以认乾亲來維持長期交往关係以報恩。日本有一種認本家主人為乾親的，也有再次拉近本家與分家關係的作用。

#### 命理或信仰相關的結乾親
在命理學有一種說法，若自己或配偶的命格中顯示有婚外情或再婚之象，認誼子女可以化解，這種說法認為誼子女的生父或生母就等於自己或配偶的掛名丈夫或妻子（實際上沒有戀愛或性關係），可以避免婚姻出現問題。有些兒童刑剋父母，父母就借“拜乾亲”来转移命相，以確保家道昌盛。
另外，有些兒童命中有缺陷，有時也會用認誼父母的方式化解，所謂：「双爹双娘，福大命大，逢凶化吉，遇难呈祥」，體現父母對子女的祝願。有些父母的命格顯示無子，為了保住孩子就替孩子找誼父母，象徵把孩子送給別人。廣西壯族的地區稱為拜契，有些父母會為子女找誼父母來幫補子女的八字。四川西昌地區稱誼父母為「保爹」、「保娘」，也反應了他們對誼子女的保護作用。有些人專挑貧窮又多子女的人為子女的義父母，認為子女多的家庭中的孩子不嬌貴，如成群小動物那樣，容易長大。
在日本，如果一個家庭裡多名孩子都相繼死去，或者父母被认为有晦气，再生下孩子的时候就将孩子丢弃在外面，让家長事先安排好的乾媽「撿」走。另一種是孩子出生後，家庭或父母遭到不幸，就託付給有福氣的人作乾親「撿」走，稱為「捡拾之母」。一些結乾親儀式，如請誼父母為誼子女取名的習俗，也有著希望小孩能夠藉著沾誼父母福氣健康成長的意味。
另外又有把神祇認作乾爹娘的，又稱「契神」，常見的認觀音、媽祖、土地公、關公、保生大帝、清水祖師、太子爺等神明作乾爹娘，有些會則會認大自然的事物如石頭、大樹為乾爹娘，可能是原始宗教崇拜的遺留。契神一般限於未婚者，到準備結婚時，一定要去酬神，以表示自己長大成人，並感謝神明的庇佑。

#### 變相的奴隸制
明清時期的福建海商有認養兒子的習俗，據周凱《廈門誌·風俗略·俗尚》記載，他們買貧家男孩為契子，像親生兒子那樣撫養，養大了就派出海，賺到錢的就給他們多娶妻妾來留住他們。傅衣凌認為這是一種變相的奴隸制。
汪文芳的《增補書柬活套》收有一份投身為義男（契子）的文書《靠身文書》，節錄如下：
|  | 立靠身文契：（投身者名字）行年（歲數）係（府名）府（縣名）縣人，因家貧無食，央中（投身者名字），情願投靠到某府為義男…… |

這種制度是因為從事海上貿易者不願親生兒子出外冒險，就買貧家子為契子，貧家子也希望循此途徑致富，因而盛行。當中有些也發展出進一步行為，例張遴白《難遊錄》寫道「李習者，閩之巨商也，往來日本與夷狎，遂棄妻子娶於夷。芝龍少年姣好，以龍陽事之。」，即描述李旦及鄭芝龍（鄭成功之父）的同性戀關係。不過該書籍內容多作者自己想像或鄉野流言，可信度有限。

#### 因利益而結乾親
有些人為了攀附權貴或利益交換而結乾親。
明朝奸臣严嵩、魏忠贤都有不少人認作乾爹，嚴嵩有三十多個乾兒子，魏忠賢勢力最大的時候，朝中不少官員都是他的乾兒子，如「五虎」、「五彪」、「十狗」、「十孩兒」、「四十孫」等，他自己也曾經認魏朝為義父。
清朝乾隆時有一翰林，為了得到試差，就攀附權貴，讓妻子去拜大學士于敏中的夫人為乾娘，拜尚書梁詩正為乾爹。梁詩正每上早朝，翰林妻子都先把朝珠放在胸口上焐溫，然後親手給梁詩正掛上。
晚清以拜乾爹娘來拉攏關係、攀龍附鳳的情況仍然很普遍，例如盛宣怀拜李鴻章为乾爹，陳璧拜奕劻為乾爹，很快就成為侍郎，後又升為郵傳部尚書。除了自己拜乾親外，也有讓妻妾、子女拜他人為乾爹娘，如毓朗是民政部尚书善耆的下屬，當時為侍郎，为巴结善耆就让自己的福晋拜善耆之母为乾娘，後來他又讓福晉拜奕劻的五福晉為乾娘，在奕劻主持內閣期間，他因此當上了軍機大臣。
胡林翼为与官文拉關係，让自己的妾侍拜官文的太夫人为义母。晚清江西道监察御史赵熙有《廣和居題壁詩》兩首，辛辣地諷刺了這種諂媚權貴的乾親關係。
這類誼子女實際上是誼父母的手下，常會因此得到提拔。由於這種關係以利益為基礎，雙方感情不穩固，亦常有猜疑，有些會因為利益衝突導致關係破裂，甚至互相殘殺。《后汉书·吕布传》就記載董卓和吕布結為義父子，呂布甚得義父寵信，不久就升為中郎將、封都亭侯，有一次呂布惹怒了董卓，董卓向他擲戟，差點把他害死。後來呂布找王允，跟他提到自己差點被董卓害死的事，王允就跟呂布商量剷除董卓，呂布起初因為念及義父子關係而不願意，後來王允對他說，他和董卓並非真正父子，董卓用戟擲向他時也沒有顧及父子之情。當時呂布又與董卓的侍婢私通，怕被發現，就不顧義父子之情殺死董卓。
有些人為了攀附權貴或取得利益，甚至會拜年紀比自己小的人為乾爹娘，唐朝時安祿山為了討好唐玄宗和楊貴妃，就拜比他小二十多歲的楊貴妃為義母，每次都先拜見楊貴妃，再拜見唐玄宗，「先母而後父」。後來安祿山卻與史思明起兵叛變，史稱安史之亂，此次叛亂亦引發馬嵬之變，其「義母」楊貴妃亦在此次兵變中被絞殺。五代後晉石敬瑭拜比他年紀小的契丹君主耶律德光為義父，自稱「兒皇帝」，也是屬於這一類。
現在有些人為了讓自己有靠山，也會認有一定社經地位的人為乾爹娘，近年中國大陸一些官員、幹部貪污、腐敗的案件，就是乾親之間互相勾結。有些犯罪分子認了官員為乾親，還得到包庇，令治安惡化。
在日本傳統封建制度中，則是常有引外來養子繼承家名的情況，像在戰國時代常有大名憑勢力強行要小家族收本家的庶子為養子繼承，變相侵吞對方家族的領地，像著名的大名毛利元就諸子皆不同姓，就是全都送入不同家族將他們的領地收為自家分支。到了江户时代，大名之間雖不再互相攻伐，但是難免會有家族無嗣的情況，使大名家面臨後繼無人的窘境，此時便會在德川幕府仲裁下收另一家大名的庶子當誼子繼承家名。
有些當初為利益而認乾親的，後來亦發展出真正的親情，形成另一種形式的用人唯親。

#### 其他
除了以上原因外，還有乳母和乳子女的關係，也算是一種誼親關係，因為东亚傳統認為，乳子女吃乳母的奶長大，乳母就有了哺育之恩，所以要對乳母盡孝道。日本把認作乾娘的乳母稱為「哺乳之母」。
另外，東亞傳統的師徒關係，也算是一種誼親，中國傳統又有「一日為師，終身為父（母）」的思想，而拜師成為入室弟子需要經過一定儀式，比普通的師生關係更牢固，因此師父與徒弟之間也有著義父母子女的關係。

#### 總結
以上模式只是常見的結乾親原因，兩種或以上的原因結合的結乾親關係也很常見。例如父母為了讓子女平安成長，找喜歡小孩的朋友作為當子女的誼父母。有些買賣或利益交換關係的義父母和義子女在相處當中建立親情。也有當初出於感情而結乾親，後來在公職上變成裙帶關係。日本習俗除了因為生母不能或不願哺乳外會找乳母，還有一些是因為父母想為孩子帶來好運而請有福氣的婦女為乳母，並認作哺乳之母。而結乾親後誼父母與誼子女之間經濟支援也很常見，也是表達感情的一種形式。
亦有些結乾親是利益和感情兼備，例如清朝時小宮女必須拜一個有威望又受寵的老太監為乾爹，小宮女入宮後與家人分離，拜太監為乾爹能補償失去的父愛，又能在宮中得到靠山；太監無兒無女，認小宮女為乾女兒就能享受兒女在膝下承歡之樂，對小宮女付出如父親般的關懷，乾女兒也可以為自己辦事。
亦會有些本來是真心結乾親的，後來卻因為一些事情而解除關係，甚至反目成仇。
因此，誼父母和誼子女與其他人際關係一樣，有著情感的連繫，亦不能完全脫離經濟上的關係。

### 習俗儀式
傳統上結為誼父母和誼子女需要經過正式的儀式，中國各地有不同的儀式。常見的有父母抱子女認第一個碰到的路人為誼父母，誼父母送新碗筷、長命鎖給誼子女。有些地方還有「承繼紙」一類的契約。

#### 中國各地習俗儀式簡介
- 廣東：廣東（包括香港、澳門等粤文化圈）稱為上契，親父母和誼父母的關係稱為“契親家”。擇好吉日，父母為孩子準備香燭及豬頭一個，以及一些禮物。為孩子穿戴整齊後帶同孩子前往契爺（誼父）、契媽（誼母）家中，吉時一到就點香燭，向神明禱告，請未來的契爺、契媽上座，由孩子向契爺、契媽行跪叩禮、奉茶。嬰兒則由母親抱著向契爺、契媽鞠躬。然後契爺、契媽會給契仔（誼子）或契女（誼女）利市（紅包），用新碗筷、新湯匙請契仔或契女吃飯，象徵對契子女有養育的責任。有些契父母會送金碗筷、金湯匙給契子女，以示隆重。逢年過節契子女需前往拜望送禮，契父母死後亦要守孝[11]。
- 四川：四川德陽的通江鎮會於當地節慶「李花會」時為幼年的子女打扮，請一年長者陪同在李樹下等候合適的人前來，然後上前問該人是否願意結乾親，對方同意的話，幼兒即向該人叩頭，稱為拜寄禮，把該人拜為乾爹或乾娘。拜寄人家會請子女的乾爹或乾娘吃飯，乾爹或乾娘會給乾子女一些錢，有些會再為乾子女取小名 [12]。
- 陕西：嬰兒滿月後，父母為嬰兒剃頭、換衣，然後父母或祖父母就會抱著嬰兒出門「撞喜」，讓嬰兒與碰到的第一個成年人結乾親。碰到成年男性就拜為乾大（乾爹），成年女性則拜為乾娘；老漢拜為乾爺（誼祖父），老妇拜为乾奶（誼祖母）。然後请到對方到作客，三日后再备礼品，抱婴儿登门拜访。被拜者设酒款待，赠衣帽给婴儿。从此两家结为亲家，逢年过节礼尚往来。碰到的人有些是隨機的，但大部分情況是事先安排朋友或有名望的人去做第一個「碰」上的人。
- 河南：
  - 鄭州、開封、滑縣一帶習俗與陝西相似，稱為「碰姓」，不同的是嬰兒出生後頭一個早上，父親即要抱嬰兒出外碰姓，碰到的第一個人不論男女老少，父親都要向他（她）磕头並說明原委，请对方为小孩起小名。如要正式認為乾親，則被碰到的人要送給小孩一份禮物。滑縣一帶未婚或未有子女，或子女年幼者忌諱認乾子女，認為認了乾子女就會沒親子女，即“认乾儿，失湿儿”。
  - 滎陽的其中一種認乾親方式與四川、陝西、山東長島縣相似，稱為“闖姓”，孩子滿月或出生滿百天，父母在日出抱孩子出門，首先碰到的一人，即認其夫妻為乾父母。另一種多見於男嬰，男嬰家人將鎖鎖門鼻兒上，滿月那天誰先到他家就讓誰開鎖，開鎖者就被認作乾父母。每年孩子生日，都要到乾父母家拜訪，乾娘會送鎖給孩子，每年送一個，直至12歲。在這一年，乾父母要給乾子女買衣物，叫“挽鎖”，表示關係牢固，再把鎖摘去，稱「脫鎖」。以後每逢重大節日和婚喪，兩家乾親戚都要禮尚往來。
  - 周口一帶多選姓劉（諧音「留」）或姓程（諧音「成」）的人為孩子的乾爹娘，取「留」而不去、「成」而不夭之意。之後要舉行類似象徵性出生儀式，乾娘先做一條大開襠褲，讓乾子女穿上時從褲襠鑽出來。
  - 修武的風俗是「碰親」，與四川、陝西、山東長島縣相似，由父親抱小孩外出，如果第一個碰到的人兒女多，就把他（她）認作孩子的乾大（乾爹）或乾娘，對方兒女少則由對方介紹兒女多的人家讓孩子認乾爹娘。
- 北京：北京人認為收乾子女會對自己的親生子女不利，所以一般只接受親密朋友的子女為乾子女。雙方择吉日举行結乾親仪式。親生父母要設酒席、预备禮物讓子女孝敬乾爹、乾娘，當中必須包括送给干爹的帽子和送给干娘的鞋子，另外再配上衣料之类的物品。乾爹、乾娘送给乾儿子、乾女儿禮物必須包括碗筷和长命锁，由於打破碗筷被認為是不吉利的，因此碗筷多以木、金屬等不易打破的材料製造。給乾子女的禮物還有衣服、鞋襪、帽子、围嘴和兜肚等。以后每年三节两寿，乾子女的家庭都要给干爹、乾娘送礼，乾爹、乾娘的也要回赠礼物。由於花費沉重，通常只有富厚之家才會這樣做。
- 山東：
  - 长岛县、蒙陰縣的習俗與四川、陝西相似。在長島縣，父亲抱着小孩出门所见到的第一个成年外姓男子就認作小孩的乾爹。在蒙阴县在出门见到第一个外姓人，无论男女老幼，都會认为乾亲，未婚者暂時稱為叔叔、姨姨，等對方结婚后才改称乾爹或乾娘。
  - 在胶县，小孩的父母要给乾娘买一条裤子，一副腿带（現在多改為两根腰带)。乾爹娘要送小孩衣服，放上针（與「真」諧音）和大葱（與「聰」諧音），表示真心真意和祝願孩子聪明。乾子女三年之内不能在家吃過年的饺子，乾爹娘會用新碗筷盛饺子送给乾子女。
  - 在临朐，乾娘必须是一个生肖相合、多子女的妇女，儀式進行時，乾娘穿著一條由小孩家所做的肥大開襠，小孩父母用红布写张文书、烧上香、交上文书，将小孩从乾娘的裤裆里漏下来，表示是自己亲生的，然后随乾娘的孩子排行。
  - 胶东地区要先给乾娘做一条肥大的开裆裤，让小孩从裤裆中穿过，象徵小孩是乾娘所生的，然後讓小孩隨乾娘的子女排行。
  - 泰安一带多找刘姓人家认乾娘，這是因為「劉」與「留」同音，认为这样能留住孩子。
  - 榮成认干娘的是乾子女咬下乾娘衣襟上的钮扣，象徵吃干娘奶的親生子女。干娘则要送衣物给乾子女做礼物。双方家长互称“乾亲家”。乾子女称所认夫妻为“乾爹”、“乾娘”，與他們子女互稱兄弟姊妹。
  - 海阳地方有选择风流女性为乾娘的[13]。
- 彝族：與四川、陝西、山東長島縣相似，称為“撞名”，父母在孩子在一岁前，择一吉日，带著孩子在小路上用树枝搭一座小橋在路中，讓小孩拜第一个经过小橋的人为乾爹、乾娘；若碰到的第一个人是兒童，则讓子女拜其父母为乾爹、乾娘。被碰上的人不能拒绝結乾親。仪式當場舉行，设酒菜招待干爹、干娘，由乾爹或乾娘给孩子取小名，並必須送礼物給乾子女然後抱着孩子走过小橋来回三次，表示孩子从此摆脱病魔的缠扰。再要到孩子家中作客，以後保持来往。
- 土家族：
  - 土家族一種認乾親的儀式是孩子向成年人磕三個響頭，從此稱對方為乾爹、乾娘。
  - 幼小或特別嬌貴的孩子，儀式與山東膠東相似。乾媽會在儀式中穿上特別肥大的紅褲子，坐在炕头上，把孩子从裤裆漏出来。然后乾娘给小孩戴长命锁，起乳名，以后小孩會用乾爹、乾娘所赠送的碗筷吃饭，寓意小孩是他們的子女，吃他們家的飯。

#### 日本的習俗儀式
- 接生之母：即認產婆為義母，被認作義母的產婆要年中和年末的时候给義子送礼物，並揹著義子參拜神社，有些還會幫義子做媒人找結婚對象。接生之母死後，義子也要和義母的親生子女一起抬棺材。
- 撿拾之親：上文提過當父母或子女帶有「霉氣」時，就找有福氣的人「撿」走孩子並認作乾親。
- 取名之親：日本傳統習俗由父母以外的人為孩子取名，為孩子取名的人也成為孩子的乾親。山梨县西山村的上湯島的習俗孩子出生前，父母已經為孩子找取名親，孩子出生後第一個正月，親父母要送一條毛巾給取名親，之後取名親在孩子的重大儀式要送禮物給孩子，如入學禮、畢業禮等。孩子要把每年第一次寫的字挑最好的送給取名親，取名親會送橘子作回禮。
- 成人禮的認乾親：日本人行成人禮（男性的元服禮和女性的鐵漿禮或裳着禮）時很多都會認乾親，男性的又稱元服親，女性的又稱鐵漿親。通常認本家主人為乾親，年龄都是比亲生父母小，可以在親生父母死後繼續保护孩子的将来。山梨縣西山村上湯島的習俗則是由子女自己選擇。認元服親的習俗是兒子由父親陪同下帶酒去欲認乾親的家中，行「三蓋杯」儀式。
- 婚禮的認乾親：在婚礼上認的乾親目的與成人禮認乾親目的相似，有些會找成人禮上認的乾親再進行一次儀式，也有認婚姻介紹人為乾親的。新郎、新娘要把男方和女方的介紹人都稱作父母，與女方介紹人的乾親關係維持五年，與男方介紹人的乾親關係則維持終身。

### 常見稱謂
誼父母、誼子女的稱謂繁多，於不同地區也有不同的稱謂：
- 男性長輩：誼父、義父、乾爹、乾爸、乾大、契父、契爺、契爸、保爺等
- 女性長輩：誼母、義母、乾媽、乾娘、契母、契媽、契娘、保娘等
- 男性幼輩：誼子、義子、乾兒子、乾兒、契兒、契仔、契子等
- 女性幼輩：誼女、義女、乾女兒、乾閨女、契女等

## 結拜兄弟姊妹
結乾親為兄弟姊妹又稱結拜，又稱拜把子、金蘭契、結義金蘭，「金蘭」出自《周易·系辞》指雙方的心意一致，這種關係又稱金蘭之交、金蘭契友，又簡稱契友。
結拜的習俗有悠久的中國歷史，唐朝冯贽的《雲仙雜記》記述了一個叫戴宏正的人每交到一個密友，就會把他的名字寫在薄竹簡上，焚香稟告祖先，稱為「金蘭簿」，金蘭簿即結拜的盟約，又稱金蘭帖，因此結拜又稱換帖。宋朝《太平御覽·吳錄》則提及張溫與諸葛亮結為金蘭之好。
一些同輩朋友發現志趣相投，惺惺相惜，希望進一步成為親如兄弟姊妹的關係，便會進行結拜的過程。一些獨生子女渴望有兄弟姊妹，或一些人沒有親生的兄、弟、姊、妹其中一種，或與親兄弟姊妹關係疏離，也會與好友結拜，建立手足之情。有些人會認誼父母的子女或親生父母的誼子女為誼兄弟姊妹。一些父母也會為獨生子女認誼兄弟姊妹，讓他們可以有年齡相近的玩伴，也可以從中學習何謂手足之情，學會「悌」的傳統美德，也可以訓練社交技巧。
传统上義兄弟姊妹會立誓同甘共苦。因此誓詞中常有「有福同享、有難同當」、「不求同年同月同日生，但求同年同月同日死」的說法，尤其多見於文學中。現實生活義兄弟姊妹之間責任的輕重視乎個別情況而定，通常包括相互支援、忠實、友愛等。通常義兄姊要負起保護義弟妹的責任，但一般義兄弟姊妹都會互相照顧，當中有人遇上困難，義兄弟姊妹就會傾力相助。有些義兄弟姊妹的關係比親兄弟姊妹還要親密。有些地方義兄需要資助義弟結婚娶妻的費用。有些義姊妹會同食同宿，有些甚至立誓終身不嫁，例如廣東顺德的自梳女常常會結義金蘭，身後的葬礼事務也由義姊妹處理。
也有一些是一群有共同目標的人結拜，凝聚各人的向心力。例如古代一些幫會如天地会的成員。這也演變成現在一些幫派（包括三合會）的入會儀式，而因此，閩南語對黑社會人士的雅稱，即是「兄弟」。與幫派相同的理由，中國歷史上，一些戰爭中的軍人亦會結拜，公家有時不太阻止，因為相信如此一來，他們與敵軍戰鬥時可能會更勇猛頑強、團結一致。但清朝害怕軍人結拜，是參加天地會，故禁止。
大多時候，誼子女也會和誼父母的親生子女和他們的其他誼子女互稱誼兄弟姊妹。
與認誼父母一樣，也有些為了利益或政治目的而結拜的。例如項羽和劉邦為了集合力量共同抗秦，奉楚義帝之命結為兄弟，後來兩人卻為了爭奪統治權而發生戰爭（楚漢相爭）。清朝的胡林翼与官文結拜，也是為了拉關係，希望有助仕途。

### 名稱
- 全男性結拜：乾兄弟、誼兄弟、義兄弟、盟兄弟、換帖兄弟、結拜兄弟、異姓兄弟、磕頭兄弟、把兄弟、契兄弟
- 全女性結拜：乾姊妹、誼姊妹、義姊妹、盟姐妹、金蘭姊妹、結拜姊妹、契姊妹
- 男女混合、兩性皆可：拜把子、金蘭契、結義金蘭、金蘭之交、金蘭契友、契友、八拜之交

### 常見稱謂
- 為「兄」者：誼兄、義兄、盟兄、乾哥、乾哥哥、契兄、契哥、契大佬、契阿兄、契大兄等
- 為「弟」者：誼弟、義弟、盟弟、乾弟、乾弟弟、賢弟、契弟[19]、契細佬等
- 為「姊」者：誼姊、契姊、義姊、義姐、盟姐、乾姊、乾姊姊、乾姐、乾姐姐、契姐、契姐姐、契家姐
- 為「妹」者：誼妹、義妹、乾妹、乾妹妹、契妹、契細妹。

### 其他地區、文化的結拜和類似關係
世界上不少地區和文化都有結拜的習俗，以下是部份地區和文化的習俗簡介。

#### 歐洲
西方文化中也有同輩朋友間結拜的習俗。英文把結拜兄弟稱為盟兄弟（Sworn brothers）或血誓兄弟（Blood brothers），結拜姊妹稱為盟姊妹（Sworn sisters）或血誓姊妹（Blood sisters），男女結拜則稱為盟兄弟姊妹（Sworn brother(s) and sister(s)）或血誓兄弟姊妹（Blood brother(s) and sister(s)，「血誓」是指經過一些與血相關的儀式立下盟誓，但Blood brothers和Blood sisters亦可以指親兄弟姊妹。以不涉及血的儀式結乾親的多稱為精神兄弟（Spiritual brother）或精神姊妹（Spiritual sister）。同性朋友之間的親密情誼稱為兄弟情誼（brotherhood）、男性同盟（male bonding）或姊妹情誼（sisterhood）、女性同盟（female bonding），即中文裡的「哥們」和「姊妹淘」。
在古代欧洲地中海地區常有多人結拜的情況，例如一群希腊士兵會結拜為兄弟。在鄂圖曼時期的巴尔干半岛，這類結拜最為普遍。結拜在塞尔维亚、阿尔巴尼亚和保加利亚也很常見。
現在歐洲的結拜儀式多為復古，模仿部落時期的儀式。

#### 美洲
美洲原住民也有結拜的風俗。包括個人之間的結拜與部族之間的結拜。

#### 印度
印度有異性結為義兄妹或義姊弟的習俗，在一個稱為Raksha Bandhan的節日舉行，音譯為拉克沙·班丹，梵文Raksha的意思是保護，Bandhan的意思是打結，即「保護結」。意思為保護繩節，由於有扎「聖線」（sacred thread，即護身繩，也被稱為Rakhi，音譯拉基）的儀式，亦有稱為「扎護身繩節」。這個節日北方邦和拉贾斯坦邦（Rajastan）尤為盛行。可追溯至吠陀時代。
保護繩節代表了愛心、關懷及手足般的情誼，表示義兄妹、義姊弟之間互相扶持、互相保護和互相祝福的連繫。

#### 非洲
非洲不少部族都有結拜的習俗，他們的儀式通常包括血液的交換。有個人之間拜，也有部落之間結為兄弟部落。

#### 基督宗教
基督宗教反對血液交換的結拜儀式，英文把以上帝祝福禮結為兄弟姊妹的儀式稱為精神兄弟（Spiritual brother）或精神姊妹（Spiritual sister）。除了表示兄弟姊妹間的情誼外，還表示對上帝的尊崇，在基督宗教中是一種神聖的儀式。
基督宗教的洗禮儀式中為受洗者扮演作保的人稱為教父母或代父母。教父母會教導受洗者（教子女或代子女）在宗教上的知識，如果教子女的雙親不幸死亡，教父母亦有責任去照顧教子。由於這種關係與中國傳統的拜乾親關係近似，中文裡有時也會把教父母稱為誼父母或契父母。
東正教會有一種叫Adelphopoiesis（意為「結為兄弟」或「結為姊妹」）的儀式，盛行於九世紀至十五世紀。現時仍然有舉行。
羅馬天主教會也有由神父主持祝福禮結為兄弟或姊妹的儀式，稱為Ordo ad fratres faciendum，即「結為兄弟的程序」，盛行於十一世紀至十九世紀。

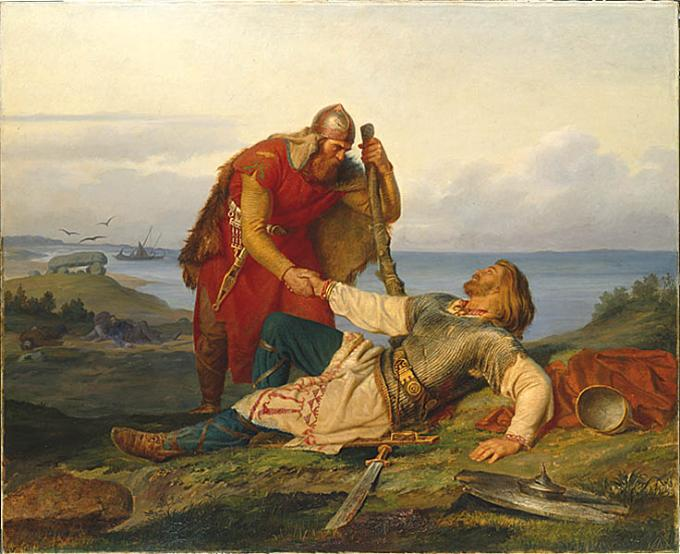
Mårten Eskil Winge筆下的Orvar-Odd和他的義兄弟Hjalmarby(1866)

### 儀式
因應地域、時代的差異，儀式進行的方式、繁簡程度也各異。傳統的結拜過程中，通常需要向神宣誓，証明自己的感情真摯。現代的一般較為簡單，有些只是私下以兄弟姊妹相稱，以後親如手足，互相幫助、扶持。

#### 中國漢族常見儀式
- 祭神：焚香、向上天或於神明前盟誓、跪拜，常常把姓名、年紀等寫成結義文書，焚化獻給神靈，請神靈見証。
- 歃血：刺破手指頭滴血入酒碗喝“同心酒”，即歃血為盟，象徵各人流著同樣的血，是手足。有些會以鸡血代替。
- 換帖：在金蘭帖上寫上自己和結拜兄弟姊妹的名字、籍貫、年齡等資料，然後互相交換，即換帖。
- 互拜：互相作揖、鞠躬數次，並非「八拜」。所謂「八拜之交」是宋代文彥博戲弄李稷的故事。民間相傳，國子監博士官李稷為人傲慢，大名府留守文彥博不滿，文彥博稱自己是李稷父親曾經是自己的幕客，依照輩分，本來要李稷三跪九叩，現在打折，只讓李稷拜八拜，李稷只好拜了。

#### 其他民族及地區的儀式
- 滇西地區少數民族把結拜稱打老庚，藏語稱「沙耕」、白族語稱「摟給」、納西語稱「摟友」、傈僳語稱「嘎戳」，結拜時沒有繁文縟節，只要互稱「老庚」就確認關係。
- 蒙古把義兄弟姊妹稱為「安答」，結拜時要互相交換信物並立誓，如日後違背誓言，就要交還信物解除關係
- 呂底亞的結拜儀式是以利器刺破手指頭，把血滴在各結拜者的手臂上。
- 斯基泰的結拜儀式跟中國的歃血為盟相似，刺破手指頭，把血滴進杯中，再用劍尖蘸一下杯中的血，然後喝下。該儀式可能是由中國傳入或由他們傳入中國。
- 閃米特人早期的儀式是結拜者互相喝對方的血。後來改為屠宰動物為犧牲，喝動物的血，並設宴一起分享該犧牲動物，把血灑在雙方身上，或把該動物斬件分享。
- 希臘的結拜儀式是兩人手臂相交持酒杯喝酒，通常稱為crossbrother或crosssister。一些地區有不同的名稱，例如埃皮魯斯稱為vlamides，馬其頓稱為bratimi，伯羅奔尼撒稱為brazerides，克里特稱為adelfokhti，其他地區又有kardasides、arkadasides和markadasides等名稱。古代歐洲其他地區也有這種儀式。
- 日爾曼人的結拜儀式與希臘的相似，所喝的酒是五月酒（May wine）。
- 印度的義兄妹、義姊弟結拜儀式在大清早進行，沐浴淨身之後，先要為神明作普迦（puja）儀式（一種印度教祈福祭禮），女性會為義兄弟額上點硃砂，在右手腕繫上拉基，祝願對方平安長壽，義兄弟承諾保護義姊妹。之後義姊妹會為義兄弟做搖燈禮（arti），以油燈像倒馬蹄形來回搖擺三次，代表了神明的祝福灑落受禮者身上，再向義兄弟獻上糖果，義兄弟亦會回禮。
- 基督宗教
  - 東正教會的Adelphopoiesis儀式，是一種天主祝福禮，這是一種沒有血液交換的同性結乾親儀式。兩人手持蠟燭，接受祝福。然後交換信物，義兄（姊）先把信物交給義弟（妹），義弟（妹）回禮[21]。
    - 如多於兩人結拜，則由各人圍著司鐸，把手帕的一端繫在司鐸法衣的腰帶上，手持手帕的另一端，司鐸誦禱詞，同時各人立誓，誓詞並沒有固定模式，由結拜者或司鐸撰寫。

  - 羅馬天主教會結為兄弟或姊妹的儀式是由神父主持的天主祝福禮。
- 美洲原住民（印第安人）是各人於手指頭或前臂割一小傷口，然後兩個傷口互相接觸，表示血脈相連，並交換貝殼數珠帶作為信物。
- 南美洲的阿拉可尼人（Araucanians，即馬普切人Mapuche）的結拜儀式稱為拉庫（Lacu），雙方把一隻羊羔分成兩半，必須將自己的一半吃完，可以自己一人吃或請人幫忙吃，不能吃剩。並交換信物和名字。
- 非洲
  - 有一種叫卡森迪（Kasendi）的儀式，雙方的手握在一起，在手上、胃部上、右臉上，額頭上各劃上刀，用草將少量的血從傷口取來，並各自放在一鍋啤酒裡，再交換有對方的血的啤酒喝下，然後交換信物。
  - 阿珊提族（Ashantees）的儀式是兩人各自抓住葉片的一方，其中一人將手舉起把葉子撕成兩半說：『我藉此宣告希望成為你的弟兄。』由旁人用小刀從兩人的常用兵器上刮下一些木屑在葉上，再在木屑上灑鹽，又從長豆莢刮下的一點粉摻進去。然後兩人將手臂交錯，在兩手臂上劃上一刀，在流血處灑上木屑糊，之後兩人的手臂互相摩擦，讓血融合。
  - 班圖人各部族：
    - 巴尼安科萊人（Banyankore）的結拜儀式稱為okikora omukago，兩人坐在一塊墊子上，坐得很近，讓兩人的腿重疊。右手持著一種叫ejubwe的草之芽和omurinzi樹（一種刺桐屬植物，學名erythina tomentosa）之芽，儀式的主持人會在他們右手割一小傷口，把兩人手持的植物芽蘸傷口的血，再放在兩人手上，然後在上面加上一點奶和小米粉。
    - Bairu人的儀式與巴尼安科萊人相似，但他們會再加上omutosa tree（一種榕科植物，學名ficus eryobotrioides），並且左手相握，且會吞下對方手上的血、奶和小米粉。
    - Bahima人只會使用mutoma的芽，儀式與巴尼安科萊人相同。
    - Batooro人的結拜儀式主要的用品包括咖啡的漿果、新樹皮布、刀、兩條無花果樹的枝和一個ejubwe芽，由兩名男子及一名老婦作見證人。儀式的高潮是在雙方的肚臍之下割開一個傷口，以咖啡果盛載，然後雙方立誓結拜，誓詞中包括：承諾互相幫助；如果不誠實肚子就會腫起；對方有惡疾時、自己裸體時，都不能趕自己走；去對方家裡必不會餓著離開；彼此都不會害對方和對方的子女、家屬。
    - 巴干達人（Baganda）的結拜儀式稱為Okuta Omukago，會把咖啡豆沾上自己的血，然後交換咀嚼。
- 馬來列島（包括馬來人、之土人、玻利尼西亞人）的儀式是各人用刀劃手臂，將血收集在竹筒裡，摻進杜松子酒或棕酒。然後從家中的聖堂拿來劍與矛，另取來一棵無花果樹苗，然後去到隔離的地點種下無花果樹，旁邊插進聖劍與矛，並喝下酒血，發誓互相忠誠，再將另一個竹筒掛在無花果樹上，把剩餘的酒血倒進去並發誓如果不忠，血就會從自己的口、耳、鼻中流出，正如從竹筒中流出的一般，說話同時將竹筒底部戳破讓酒血流出。被血沾滿的無花果樹成為見證。
- 現代西方其中一種常見結拜儀式是割破手指頭互相接觸傷口，表示血液融合。

#### 意義
不少地區、民族的結拜儀式都與血相關，血代表生命，也代表神聖，血液的交換象徵血脈、生命相連，而割破傷口時所受的痛苦，也代表一種共同經歷，共同的痛楚可以把人連繫起來。
所有結拜儀式都有立誓，立誓代表義兄弟姊妹關係的確立，從此各人的命運相連，甘苦與共，憂戚相關，也表示願意負起責任。立誓的形式有多種。有些是結拜兄弟姊妹私下立誓；有些是於宗教場所如寺庙、教堂舉行；有些沒有固定場所，但有祭祀儀式。在神面前立誓代表真心的承諾，也代表約誓的神聖。 
互贈信物也常見於不同的結拜儀式，除了紀念、表達心意之外，還代表遵守約誓。

#### 危險
一些與血相關的儀式可能導致失血過多或感染，傳播疾病，包括引致愛滋病的人類免疫缺陷病毒（HIV）。
2002年出版的《The Turkish Journal of Gastroenterology》刊登一個關於土耳其馬拉蒂亞（Malatya）乙型肝炎病毒感染的調查，646人當中有98人進行過血液交換結拜儀式，當中有39人（39.8%）受到感染。沒進行過這種儀式的有548人，當中有155人（28.3%）受到感染。
非洲部落血盟結拜的儀式盛行，也是當地愛滋病的主要傳播途徑之一。
即使以动物血液（如雞血）代替自己的血，也可能感染疾病，例如以雞血代人血進行歃血為盟儀式，可能會染上禽流感。

## 同姓氏之間的人，互稱親戚
同姓氏，但無親戚關係的人，互以親戚相稱，稱為聯宗或連宗。清代張爾岐《蒿庵閒話》：「近俗喜聯宗，凡同姓者，勢可藉，利可資，無不兄弟叔姪者矣。此風大盛於唐，其時重舊姓，故競相依附。」

## 國家、民族之間和軍事相關的結乾親
後晉石敬瑭認契丹君主耶律德光為義父，自稱「兒皇帝」，並割讓燕雲十六州給契丹，是一種不平等的外交關係。北漢劉崇認遼國君主為義父，自稱「兒皇帝」，向遼國乞援，是一種不平等的外交關係。
古代一些部族、國家亦會結為兄弟之邦，一種是地位平等的結盟，常見於部族之間潛在敵對勢力時，兩個或以上部族會以結為兄弟的方式締結和約，並在戰爭中結盟。另一種是不平等的條約，例如為弟的一方要向為兄的一方繳納禮物表示尊敬，或為兄的一方要送禮物給為弟的一方以示照顧，例如北宋為了結束了宋遼之間連續數十年的戰爭，與辽朝簽下澶淵之盟，結為兄弟之邦，遼朝君主耶律隆緒稱宋真宗為兄，宋朝每年向遼朝繳納銀十萬兩、絹二十萬匹，雙方使者定期互訪。
一些部落領袖會以結拜的方式來把兩個部落結盟。亨利·莫頓·史丹利描述他的團隊路經非洲食人族地區時，看見他們與一計劃要攻擊他們的部落訂立「血盟兄弟之約」。缅甸凱倫族（Karen）立約結盟的儀式是由酋長作一族的代表血從立約人的大腿抽出，溶合在一起。然後各用手指沾血，將血塗在嘴唇。代表和平的約定以及在和平或戰爭中相互的幫助。 
現代也有些友好的國家互稱為兄弟之邦，彼此之間互惠互利，如提供貿易優惠、進行文化交流等。一些国家的城市會與其他國家的城市結為姊妹城市，以示友好，並促進文化交流。

## 以結乾親為名的戀愛和性關係
結乾親本來是一種正常的人際關係，是一些沒有血緣關係的人結為如親人般的關係，即使是為了利益，亦要遵從親屬的倫理關係。由於這是一種親密關係，有些人就假借結乾親的名義與他人結下一些可能違反社會道德或會受到非議的關係。到後來雖然還是存在正當的乾親關係，但結乾親、上契等行為常會被認為是非情侶或夫婦的曖昧或性關係之代名詞。上文提到以利益為基礎的結乾親，有些也包含性關係，即誼親關係中名義上為年幼者的一方向名義上為年長者的一方提供性服務來換取利益。

### 以誼父母與誼子女為名義
有些中年或老年富豪、有錢太太、官紳、官夫人包養年輕人為情婦、情夫，卻對外稱自己和該情婦或情夫是誼父女，這種關係也令「乾爹（媽）」、「契爺（媽）」「乾女兒（兒子）」、「契女（仔）」等稱謂蒙上一重曖昧的意味。司马光《資治通鑒》記載關於安祿山和義母楊貴妃的事跡，亦反映他們可能有曖昧關係。
這種情況不只發生異性之間，也有發生在同性（義父子、義母女）之間的，例如明朝沈德符的《敝帚斋余谈》就提到福建航運業中以「契父」、「契兒」為名義的同性性關係。

### 以義兄弟姊妹為名義

#### 同性戀與同性性關係
古代流行於福建、廣東的習俗契兄弟，是一種近似男同性戀的關係。「契兄弟」的原意是結拜兄弟，本來並沒有男色的意思，到後來才演變成到有了這個意思後，「契弟」在閩東語福州話和粵語也多了一個罵人的含意，也用來指男性的男寵或專服務男性的男妓（孌童）。福州話中指男色和罵人的「契弟」與表示一般結拜關係的「契弟」（誼弟）讀音不同：乾親的契弟讀作「kʰie53 tiɛ242」，男妓的契弟讀作「kʰie53 lɑ242」。粵語中兩者讀音卻沒有差異，因此廣東人和生活在香港的人忌諱稱別人或被稱為契弟，而會用「契細佬」（「細佬」是粵語「弟弟」的意思）或書面語「義弟」、「誼弟」、「結拜弟弟」代替。表示男色含義的「契弟」也傳到北方，《紅樓夢》第九回也出現過這種用法。
湖南永州江永縣的女性盛行結拜為金蘭姊妹，當中有些發展出女同性戀關係，稱為行客或內交。清朝光緒年間印行的《永明縣誌》就描寫到桃州一帶的女性有「含垢包羞」的行為，即同性戀關係在道縣則稱「結客」。她們姊妹相稱，通常會立誓終身不嫁，若有一方被逼出嫁，則常會拒絕與丈夫行房，以示對同性戀人的忠貞。
順德自梳女也常會結義金蘭，當中有一種由兩個自梳女締結的關係契相知，又稱金蘭戀，也是一種同性戀關係，契相知締結後就雙雙同居，情同夫妻，亦要求彼此忠貞，清朝曾苏绍的《順德竹枝詞》就有记载這種習俗。富有的契相知通常會選擇一位嗣女照料自己的饮食起居，继承遗产。嗣女也常會找姊妹結為契相知、選嗣女，把「家庭」延續。
耶鲁大学歷史學者约翰·波斯威尔（John Boswell）在著作《前現代歐洲的同性結合》（Same-sex unions in pre-modern Europe）中舉出Adelphopoiesis儀式有時用作同性結合而設。英国歷史學家Alan Bray亦提出Ordo ad fratres faciendum有時會用作同性結合的儀式，多在教堂的西门进行，在众人见证下接吻。仪式后二人会在圣坛共同享用圣餐。但他也認為Ordo ad fratres faciendum一般情況下是同性之間深厚友誼的結盟。

#### 男女戀愛與性關係
有些男女也會以義父母兄弟姊妹的名義作為掩飾，進行戀愛或性關係，尤其是不為社會主流（婚姻）價值觀接受的關係。閩南語中「討契兄」（又讀）是指已婚女性與其他男性通姦，但「契兄」的本意是指誼兄；而粵語中罵人「契弟」亦有類似的意思。白先勇的小說《玉卿嫂》的女主角和她的「乾弟弟」慶生也有性關係。
現在一些年輕人也喜歡和異性好友以乾兄妹或乾姊弟相稱，當中不乏不涉男女戀愛、純粹是異性之間如親人般的情誼，但部分人卻藉乾兄妹或乾姊弟的名義來發展曖昧關係，一些已有戀人或已婚的人還以此作為劈腿或外遇的掩飾。台灣歌手張震嶽填詞和主唱的流行歌曲《乾妹妹》就是描述男性在外認了個「乾妹妹」，對從前也是他「乾妹妹」的女朋友表示自己沒有變心。

## 誼親關係的轉變
有些人本來是結為正常的誼親關係，後來卻演變為戀愛或性關係。也有本來是情侶或夫妻，解除婚戀關係後變成誼親關係。

### 誼父母和誼子女
誼父母和誼子女雖然沒有血緣關係，但傳統上認為他們的關係如同父母子女，要行孝慈之道。如涉及愛情、婚姻或性關係，則等同兩代亂倫。現在觀念改變，如果雙方均為單身，有些人認為只是忘年戀或老少配，並不算亂倫，但有些人不接受年齡相差太遠的人戀愛或結婚，則把這種行為視為不道德。若雙方或其中一方已有配偶，則是婚外情，通常會受到道德譴責。

### 誼兄弟姊妹
华人社会對誼兄弟姊妹之間的關係並沒有太過嚴格的規範，誼兄妹或誼姊弟戀愛和結婚是平常事，一般不會視為亂倫。有些長輩會鼓勵誼兄妹或誼姊弟戀愛和結婚，視為親上加親，尤其是互相認對方子女為誼子女的父母。有些分手的情侶或離婚的夫妻保持友好關係，當中亦有人認對方為乾兄妹或乾姊弟。也有前翁姑或前岳父母與前媳婦或前女婿關係良好，也會認他們為乾女兒或乾兒子，他們與前夫或前妻亦算是乾兄妹或乾姊弟關係。例如張幼儀和徐志摩離婚後，徐志摩的父母就認她為乾女兒。一些同性戀者會和原本是結拜兄弟或姊妹的好友變成情侶，上文提到的契兄弟和行客也是由正常的結拜關係演變而成的。
雖然誼兄弟姊妹有轉為戀愛和婚姻關係的可能，兄弟姊妹的名分某程度上亦阻止了婚戀關係的發展，有些人就會以結拜來阻止婚戀關係發展。《西廂記》中崔鶯鶯的母親為了阻止女兒和張君瑞的戀愛，就安排女兒和張君瑞結為義兄妹。有些人會與自己不打算接受但希望保持友好的追求者以乾兄弟姊妹相稱，在次文化中又稱為「發兄弟姊妹卡」（即「哥哥卡」、「姐姐卡」、「弟弟卡」、「妹妹卡」），這是由好人文化中「發好人卡」衍生出來的名稱。
由於義兄弟姊妹的關係既可以保持純粹的手足之情，也可以發展為戀人，義兄弟姊妹又有互相照顧的責任，有時會互相為對方做媒介紹對象，在互聯網上流傳的一些文章常把這種關係戲稱為：「進可攻，退可守，送禮自用兩相宜。」

## 擴展
誼親關係可以限於個人之間，不擴展至其他親屬，例如認了一已婚、有子女的女性為誼母，不一定會認她的丈夫為誼父，也不一定認她的子女為誼兄弟姊妹。可以只限於家族核心之間，例如義兄弟姊妹互相認對方父母為義父母，或兩對夫婦互認對方子女為義子女，但義子女對義父母的父母和兄弟姊妹卻未必會認作義祖父母和義叔、伯、姑、舅、姨。有些也可以扩散到双方的家族外围，即誼親的親屬也視為誼親屬。

## 評價
對於這種由來已久的習俗，社會上有不同的評價。

### 正面評價
有人認為，現今社會个人主义盛行，人情味不如過往濃厚，家庭觀念也較從前薄弱。結乾親有助人們建立情感關係，擬血親的稱謂亦能鞏固人們對「家庭」、「親情」的觀念。結乾親關係也是孝慈之道的擴展，亦即「老吾老以及人之老，幼吾幼以及人之幼」，結拜兄弟姊妹也是「四海之內皆兄弟」的體現。
從教育兒童的角度看，兒童認乾爹娘，除了可得到更多的父愛、母愛之外，由於兒童需要對對乾爹娘盡孝，也能讓兒童學會孝順父母的傳統美德，亦學會感恩。而乾爹娘也有教育、指導、照顧乾子女的責任，當親父母不能妥善管教子女，或無暇、沒能力照顧子女時，乾爹娘可協助親父母管教和照顧子女，亦有著古代「易子而教」的意味。
近年的少子化和獨生子女增加的現象，令兒童缺少童年玩伴，年紀稍長時也會渴望感受手足之情。結拜兄弟姊妹就有助他們感受兄弟姊妹之間的感情，滿足情感上的需要，並學會與人分享。少子化也造成人們親戚不多，較少機會接觸家人以外的人，讓兒童認乾親也可以幫助他們學會與他人相處，增強社交技巧。
另外，人口老化的社會，一些老人未能得到子女經常陪伴、照顧，例如獨居老人和長期居於安老院的長者，他們認乾子女，可以得到心靈上的依靠，日常生活也可以依靠乾子女照顧。青年人認老人家為乾爹娘，也可以學會敬老的觀念和照顧老人的技巧，加強對親生父母、長輩孝敬之心，將來亦懂得如何照顧父母以至配偶的父母。
人們與好友結為義兄弟姊妹，可以鞏固友誼，無論情感上還是實際上都可以互相照應。親人不能幫忙或在外面需要依靠他人時，義兄弟姊妹往往因為出於情誼和遵守約定而給予支援。
在中國傳統社會，認乾親是一種吸納成員、擴大宗族力量的方式，尤其是可以擴展的誼親關係。傳統上人們於重大節日、婚喪喜慶等場合均喜歡有較多的親戚聚集。喜慶時可營造熱鬧氣氛，倍添歡樂；喪葬時亦能顯得有體面，多人聚集和給予安慰亦能減輕喪家的悲痛心情。

### 負面評價
有人認為結乾親是一種陋俗，包含封建迷信思想。例如父母因為怕孩子養不大或對家運不利就去幫孩子找乾爹娘，或讓孩子做神靈的乾子女，就被認為是一種迷信思想。
除了迷信之外，還有人認為結乾親是變相的靠關係、結黨營私。這是因為從古到今都有人為了利益和依附權勢而結乾親，也有人藉認乾子女、乾弟妹來培植黨羽，擴展勢力，形成一個個關係網，網內有乾親關係的人互相勾結，破壞社會的公平秩序，形成腐敗風氣，像明朝宦官魏忠賢勢力如日中天時，朝中官員紛紛拜他當「乾爹」、「乾爺爺」，時有「十孩兒」、「四十孫」等名稱，結乾親是相當常用的廣結黨羽之手段。今日，結乾親也時常成為黑社會人士交結關係的手法，許多黑幫老大以「契弟」名義，吸收手下。
也有人藉結乾親之名，與人有不正當的桃色關係，例如已婚者以乾女兒或乾兒子之名包養年輕婚外情對象，也有些人藉乾兄弟姊妹之名來掩飾腳踏多條船、外遇，又或者藉認乾兄弟姊妹來令異性或同性打破心防，自己趁機接近，以求達到戀愛或性關係，令人際關係複雜化。因此有人認為結乾親是不必要，且會破壞社會善良風俗，破壞家庭倫理關係。

## 歷史、神話、傳說、文藝作品中的乾親例子

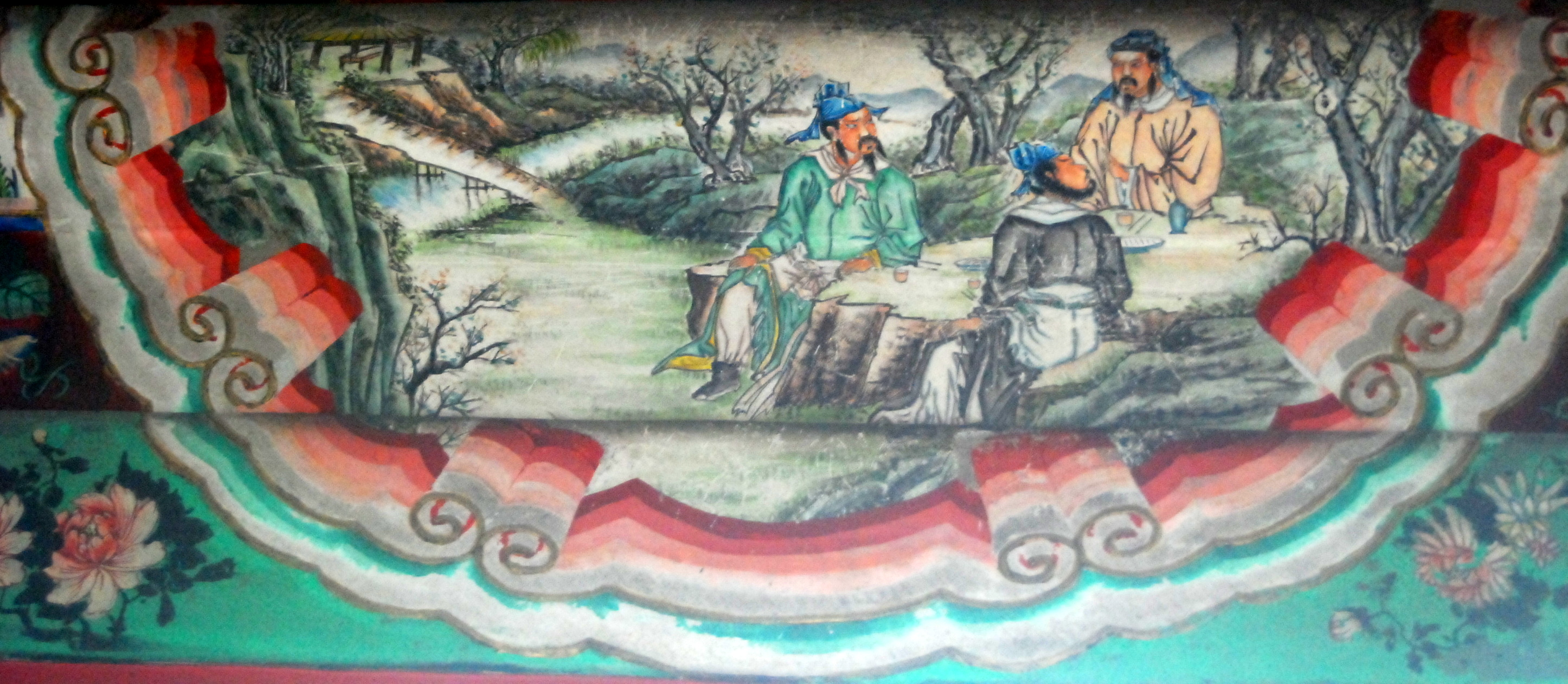
颐和园长廊彩绘中的桃园三结义绘画

- 陳壽《三國志》記載，孫策、周瑜，以及韓遂、馬騰，結拜為義兄弟。罗贯中《三国演义》中，刘备、关羽、张飞結拜為義兄弟，被稱為桃園三結義（史書上只說他們「恩若兄弟」[35]）；又張苞、關興結拜為義兄弟。刘备以刘封为养子。
- 初唐武将张亮、唐朝军阀安禄山、李希烈、晚唐军阀朱全忠、王建、李茂贞都收了众多义子；吴少诚与吴少阳结为兄弟；中晚唐的权势宦官大都有养子，甚至很多；五代十国时期王处直以王都为子并立为继承人，王镕以王德明为子，李嗣源以元行钦为子，李继岌以王思同为子。
- 克烈部末代首領王汗和成吉思汗父親也速該是結拜的安答，成吉思汗與其主要對手札木合原先也是安答。
- 英格兰国王亨利八世娶克莱沃的安娜为妻后不久反悔，取消婚姻，改认安娜为义妹。
- 印度莫卧儿帝国君主胡馬雍與小国梅瓦的王妃卡瑪伐蒂是義兄妹。
- 明武宗将许泰、江彬等收为义子。
- 清朝孝莊皇太后曾拜湯若望為義父，她另有一個汉族義女孔四貞，封為和碩公主。
- 北歐神話的Orvar-Odd和Hjalmar為義兄弟。此外，因為洛基的母親是奧丁的養母，所以兩人結為兄弟。
- 杜光庭的傳奇《虯髯客傳》的虯髯客和李靖、紅拂女夫婦結拜，被稱為風塵三俠。
- 馮夢龍《喻世明言·金玉奴棒打薄情郎》的金玉奴被丞相許德厚夫婦認作義女。
- 石玉昆小說《三俠五義》的「五鼠」（鑽天鼠盧芳、徹地鼠韓彰、穿山鼠徐慶、翻江鼠蔣平和錦毛鼠白玉堂）。
- 《女驸马》主角冯素珍以未婚夫李兆廷之名考取状元被招为驸马，恢复女儿身后被皇帝认作女儿封为公主，使得名义上的状元李兆廷正好以公主招驸马之名娶了冯素珍。
- 越劇《三看御妹》的御妹劉金定是明世宗的義妹。
- 馬克·吐溫小說《湯姆歷險記》的湯姆·索亞與哈克貝里·費恩。
- 瑪莉·雷諾特的亞歷山大三部曲小說中，亚历山大大帝和托勒密一世結為義兄弟。
- 《西游记》唐太宗封唐僧为御弟。
- 《水浒传》好汉多有结拜，如宋江以扈三娘为义妹。
- 金庸小說《天龙八部》的蕭峰、段譽、虛竹為義兄弟。《射鵰英雄傳》中郭嘯天和楊鐵心為義兄弟，他們亦安排各自的兒子郭靖和杨康結拜，郭靖在蒙古时还以蒙古习俗和成吉思汗的幼子拖雷结为安答。另有江南七怪為義兄弟姐妹。《神鵰俠侶》中杨过認歐陽鋒為義父。楊過又與對自己傾心、卻又無法接受其情意的二女程英與陸無雙結拜。《倚天屠龍記》中謝遜是張無忌的義父。《雪山飞狐》中胡斐与程灵素结为兄妹。
- 包青天系列小说中，包拯之妻被太后认为义女。
- 瓊瑤小說《還珠格格》的小燕子和紫薇結為義姊妹，乾隆又把小燕子認作義女。类似的还有被皇帝认为女儿的《公主嫁到》的吴四德、《铁齿铜牙纪晓岚3》的虎妹、《铁齿铜牙纪晓岚4》的芊芊、被皇帝认为妹妹的《铁齿铜牙纪晓岚》的杜小月、陆琳琅、《金牌冰人》的薛想想、连百合、《布衣天子》的大梅、《包三姑外传》的包三姑等。《芳芳郁金香》的女主角阿德丽娜被法国国王路易十五收为女儿。
- 電影《投名狀》即在描述清代三位結義兄弟攜手參加太平天國戰爭，卻又為了利益反目的故事。
- 台灣電影《艋舺》即在描述1980年代臺北市「艋舺」一群黑幫結義兄弟們的愛恨情仇。
- 墨香銅臭耽美小說《魔道祖師》中赤鋒尊聶明玦、澤蕪君藍曦臣、歛芳尊金光瑤於射日之爭後結為異姓兄弟，合稱三尊，聶明玦之親弟聶懷桑按照輩分稱呼另外兩人為二哥、三哥。

### 中文網頁
| - 契兄、契弟、契友、契父、契子─《孫八救人得福》的歷史民俗背景解讀（页面存档备份，存于） - 汉语拟亲属称谓语的文化内涵 - 从乾股到乾女儿的权力边疆 - 乾親掩蓋下的腐敗 （页面存档备份，存于） - 認乾亲 （页面存档备份，存于） - 祈求风顺——拜干亲 （页面存档备份，存于） - 史说“结干亲” - 裙兒底下帶來的官（页面存档备份，存于） - 生子礼俗 - 錯綜複雜的隱形‘關係’ | - 市民建议“助养” 宝宝要结“干亲” - 彝族 - 喜慶習俗 - 乡社结义祭祀福利 - 关系技巧之不完全手册 - 乾親網，可以休矣！ （页面存档备份，存于） - 植物（3） - 滇西北的“老庚” - 印度人的異性結義金蘭：兄妹節（Raksha Bandhan） （页面存档备份，存于） - 敬老院来了一群乖“儿女”———荣边镇青年党员认干亲的故事 | - 滎陽民俗民風 - 想认干亲报名“联谊家庭” - 亲族 - 告訴孩子：有所為有所不為（圖） （页面存档备份，存于） - 河南生育禮俗 - 大和魂: 日本的根性窥探 - 人情關係—｀象化思維＇的｀互屬性＇ - 血盟兄弟 - 聖愛之約- 中國與上帝的血盟 - - Fridae 匯樂 - 同志都想結婚？（页面存档备份，存于） |

### 外文網頁
| - Modern Primitives:The Recurrent Ritual of Adornment - ATHELSTON: NOTES - Friends Push Things Forward - Prisons and AIDS （页面存档备份，存于） - On The Taking Of Oaths - Christian Holy Days （页面存档备份，存于） - THE BANYANKOLE （页面存档备份，存于） - THE BATOORO （页面存档备份，存于） - Cultural practices contributing to the transmission of human immunodeficiency virus in Africa. （页面存档备份，存于） - Institutions and the commodification of coffee in Uganda | - The Rite of Spiritual Brotherhood （页面存档备份，存于） - ON BEING ORTHODOX AND GAY - Greek Orthodox Adoption Service:Adelphopoiia - Gay Marriage: Reimagining Church History （页面存档备份，存于） - Church Ceremonies to Unite Same Sex Couples（页面存档备份，存于） - Fraternization from a Canonical Perspective （页面存档备份，存于） - Assay on Adelphopoiesis - The Friend, by Alan Bray - On Blessings, Same-Sex Covenants, and Pastoral Response - Gay Weddings? （页面存档备份，存于） |

## 延伸阅读
[在维基数据编辑]
 《欽定古今圖書集成·明倫彙編·交誼典·結義部》，出自陈梦雷《古今圖書集成》